# Multipremier
O Multipremier é um canal de televisão por assinatura produzido no México pela produtora MVS Television e distribuído para toda América Latina e Caribe. O canal exibe 24 horas de filmes dublados em espanhol. No Brasil foi distribuído pelas extintas operadoras de tv a cabo DirecTV e Tecsat.